# Шамероль
Шамероль (фр. Château de Chamerolles) — старинный замок в стиле Ренессанса в коммуне Шильё-о-Буа, в департаменте Луаре в регионе Центр — Долина Луары, Франция. Является одним из комплексов, который признан составной частью популярного туристического маршрута замков Луары. В 1927 году объект получил статус памятника архитектуры Франции. По своему типу относится к замкам на воде.

## Расположение

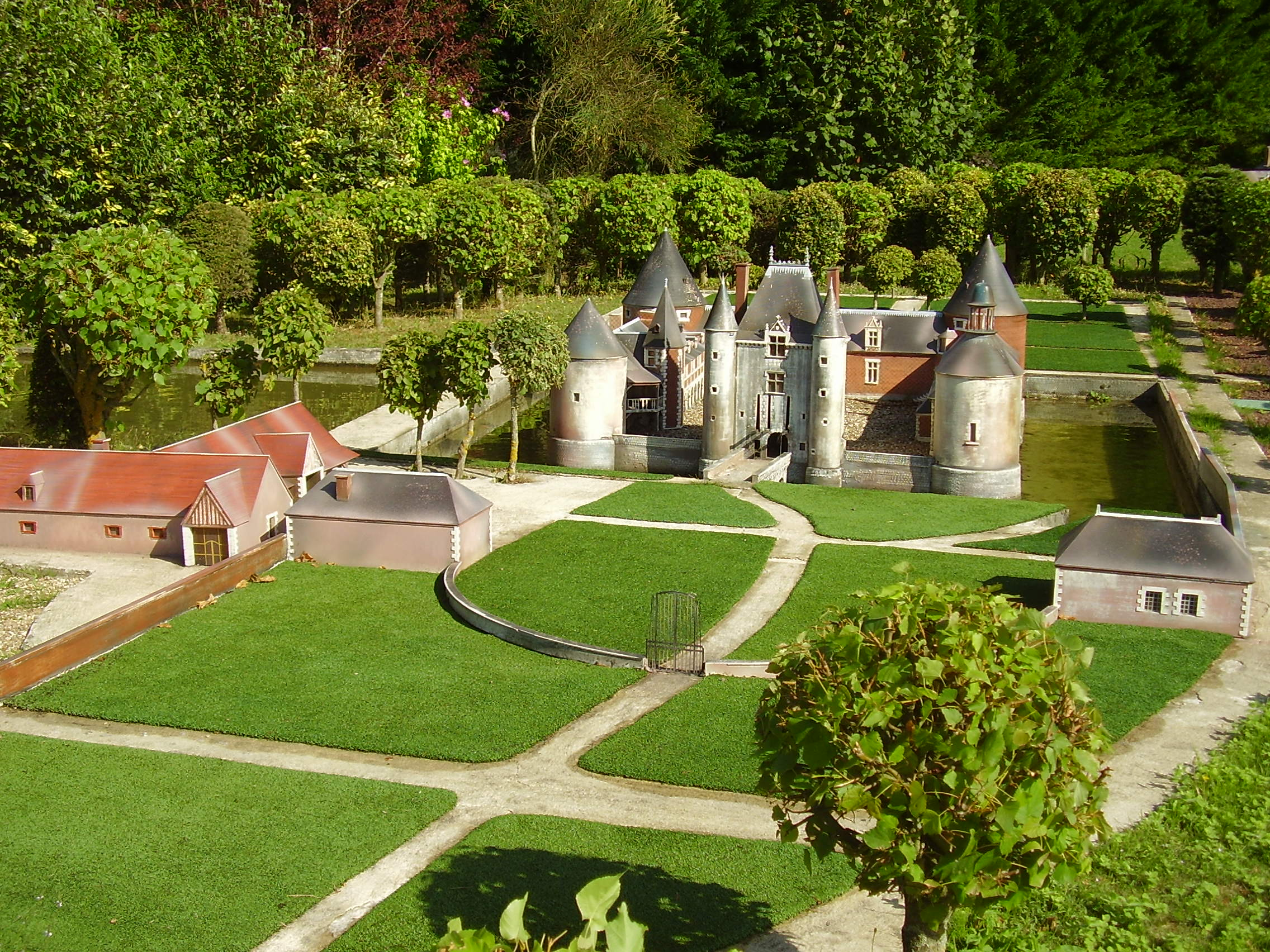
Макет замка в парке миниатюр

Замок расположен вдоль исторического пути в Галеран (между обласиями Шильё-о-Буа и Курси-о-Лож), примерно в тридцати километрах к северо-востоку от Орлеана. Комплекс находится на высоте 120 метров над уровнем моря в природной зоне Орлеанского леса. Вокруг замка проложен пешеходный туристический маршрут.

## История

### Ранний период
Ещё в Средние века на месте нынешнего замка существовал укреплённый усадебный дом. Здесь находился центр дворянского имения. Однако от ранних построек почти ничего не сохранилось.
Нынешний замок был возведён около 1530 года. Инициатором его строительства стал Ланселот I дю Лак, который служил сначала камергером при короле Франции Людовике XII, а позднее бальи Орлеана при короле Франциске I. По воле своего создателя Шамероль внешне имел черты классической средневековой крепости, но, по сути, проектировался как комфортабельная жилая резиденция эпохи Ренессанса.
В середине XVI века владельцем замка стал Ланселот II (внук Ланселота I). Он увлёкся идеями протестантизма и официально перешёл в новую веру в 1562 году. Соответственно, в замке в одной из его комнат разместился протестантский храм. Шамероль стал центром протестантизма в обширном регионе. С 1672 году крепость перешла в собственность Жака Сомериа, шурина Жана-Батиста Кольбера, могущественного министра финансов короля Людовика XIV. Сомерн помимо прочего являлся управляющим королевского замка Шамбор и графства Блуа, маршалом королевских армий и великим магистром вод и лесов Иль-де-Франс.

### XVIII–XIX века
В 1774 году замок стал собственностью семьи Ламбер. Представители этого рода владели резиденцией около полутора сотен лет. В замке не раз проходила реконструкция, но комплекс в целом сохранял свой оригинальный облик. 

### XX век
В 1924 году замок и окружающие его земли приобрёл Гастон Джесси-Кюрель. 
Во время Второй мировой войны Шамероль оказался в зоне немецкой оккупации. Старинный комплекс был разграблен и пришёл в запустение. В послевоенные годы замок продолжительное время оставался в заброшенном состоянии. Наконец в 1970 году владельцы решили выставить его на продажу. Однако частные инвесторы не проявили интереса к историческому памятнику. В 1976 году власти Парижа взял на себя ответственность за будущее замка. Но к сожалению средств на ремонт не нашлось. Бывшая респектабельная резиденция превратилась в руины.
Спасение замка от полного разрушения произошло в 1987 году. Генеральный совет департамента Луаре выкупил необитаемое сооружение. Немедленно были выделены средства на ремонт и реставрацию замка. Контроль над проектом восстановления осуществлял известный архитектор Жак Мулен. Работы продолжались пять лет. Наконец в 1992 году дворцово-замковый комплекс и окружающие его сады и прак были открыты для посетителей.

## Описание замка
Замок имеет форму почти ровного прямоугольника. Весь комплекс обнесён каменной стеной. По углам возведены мощные круглые башни. Снаружи замок окружён широким рвом, который заполнен водой. Непосредственно внутрь можно было попасть только по мосту, который располагался с восточной стороны. Причём это был подъёмный мост. Внутри создан крытый колодец. 
При этом внешние подступы к резиденции прикрывали фортификационные объекты внушительного форбурга. Здесь также находились склады и конюшни. Почти все здания построены из красного кирпича. 
Покои владельцем находились в западном крыле. Фасады здания выполнены в стиле эпохи Возрождения. В замковой капелле сохранились оригинальные росписи. Рядом с замком расположены сады и парк.

## Современное использование
Комплекс открыт для посещения и является популярной туристической достопримечательностью (его ежегодно посещают более 40 тысяч человек). В южном крыле замка, где были проведены особо тщательные реставрированные работы, дабы воссоздать атмосферу времён XVI века, ныне располагается Музей парфюмерии. Здесь собрана уникальная коллекция различных предметов и документов, связанных с историей парфюмерного искусства и гигиены. Автором концепции музейной экспозиции стал Дидье Мулен.
В замке регулярно проводятся культурно-массовые мероприятия. В частности, здесь в мае с 2011 года проводится ежегодное вручение литературной премии Боккаччо. Каждый год в октябре в замке проходят Дни коллекционеров духов и флаконов. Помимо прочего в Шамероле устраивали фестивали любителей шоколада, выставки цветов, исторические реконструкции и многие другие мероприятия. По договорённости здесь можно организовать проведение свадеб, юбилеев и корпоративных праздников.

## Галерея

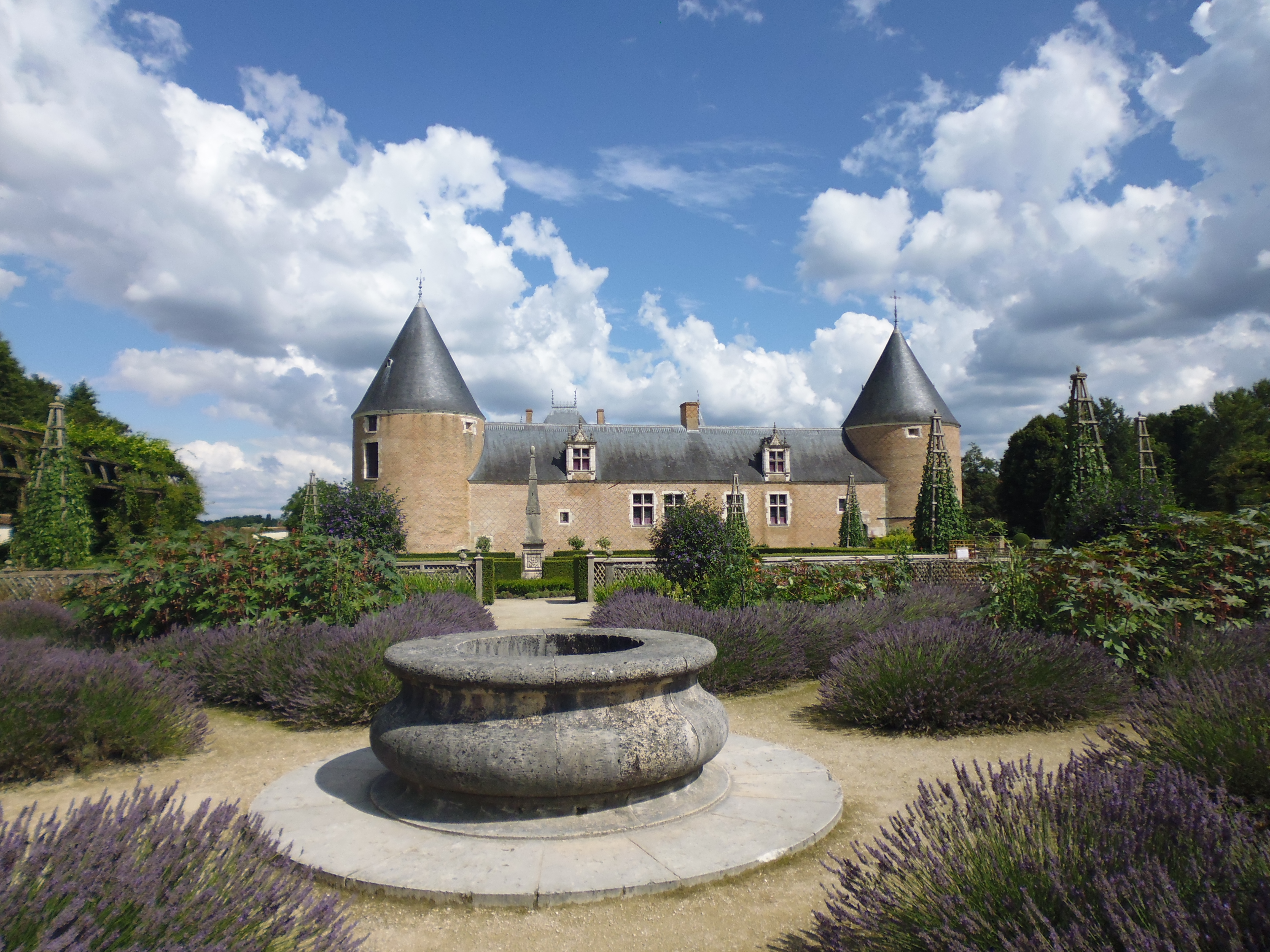
Вид замка с западной стороны
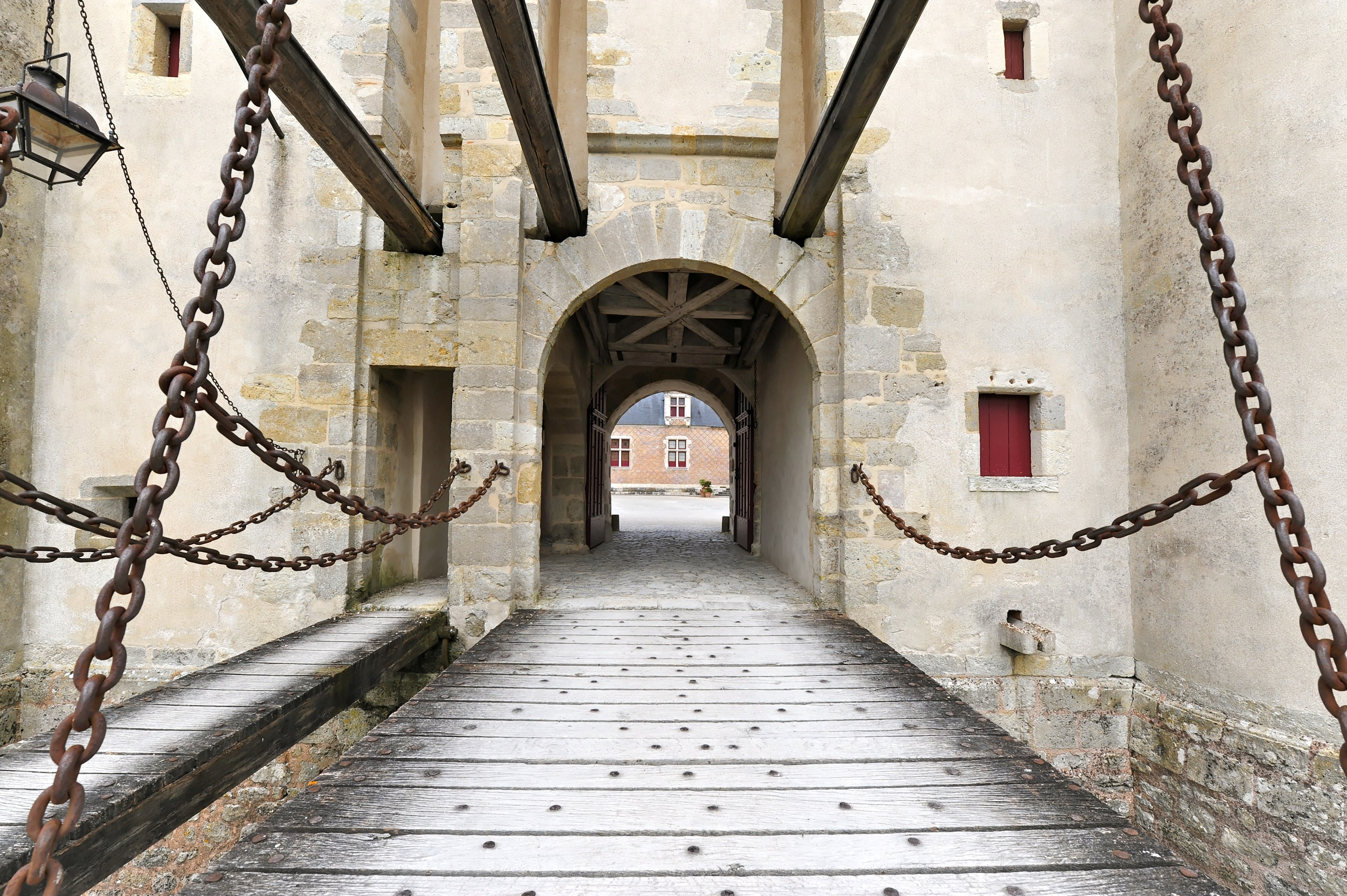
Ворота, ведущие во внутренний двор
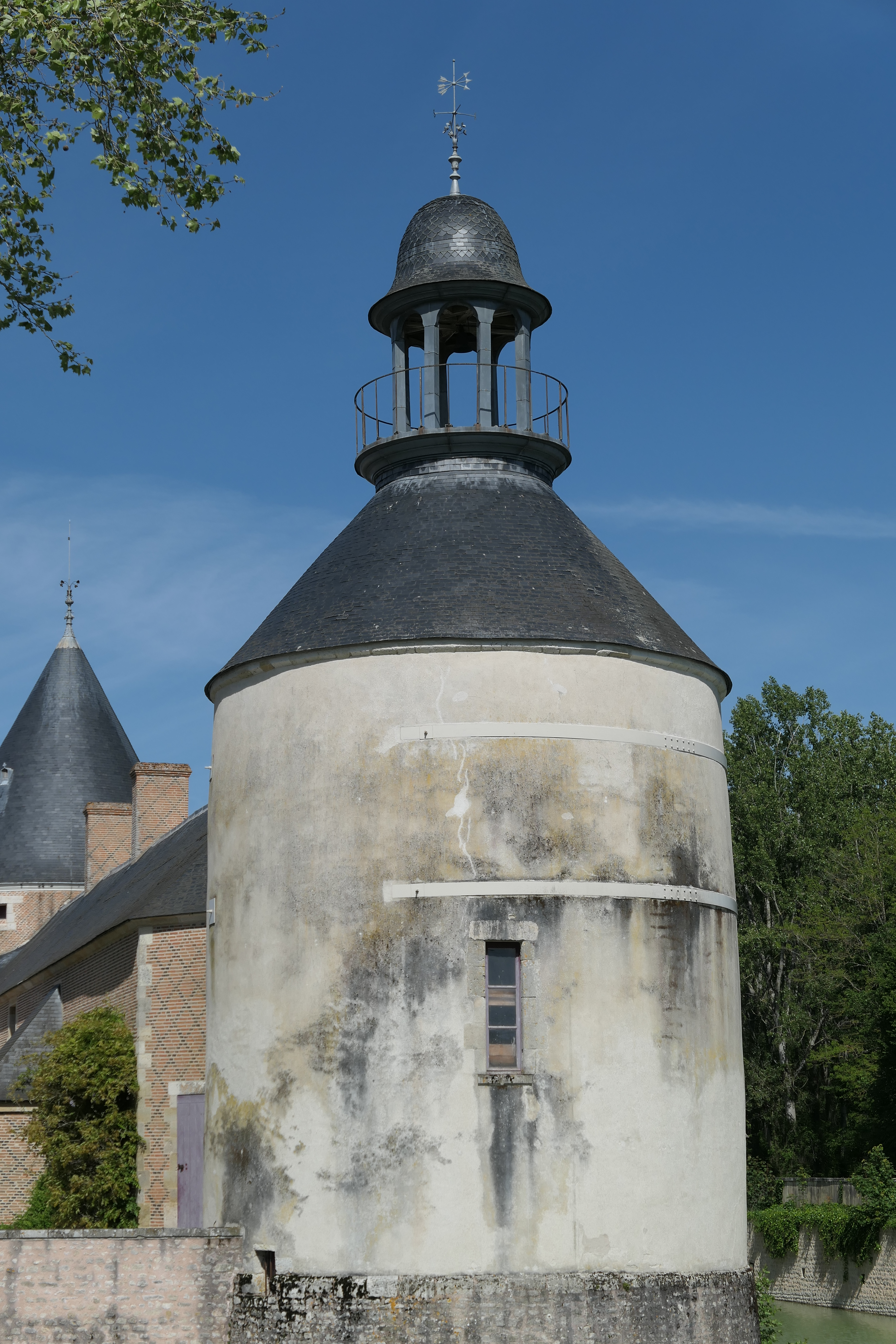
Одна из угловых башен
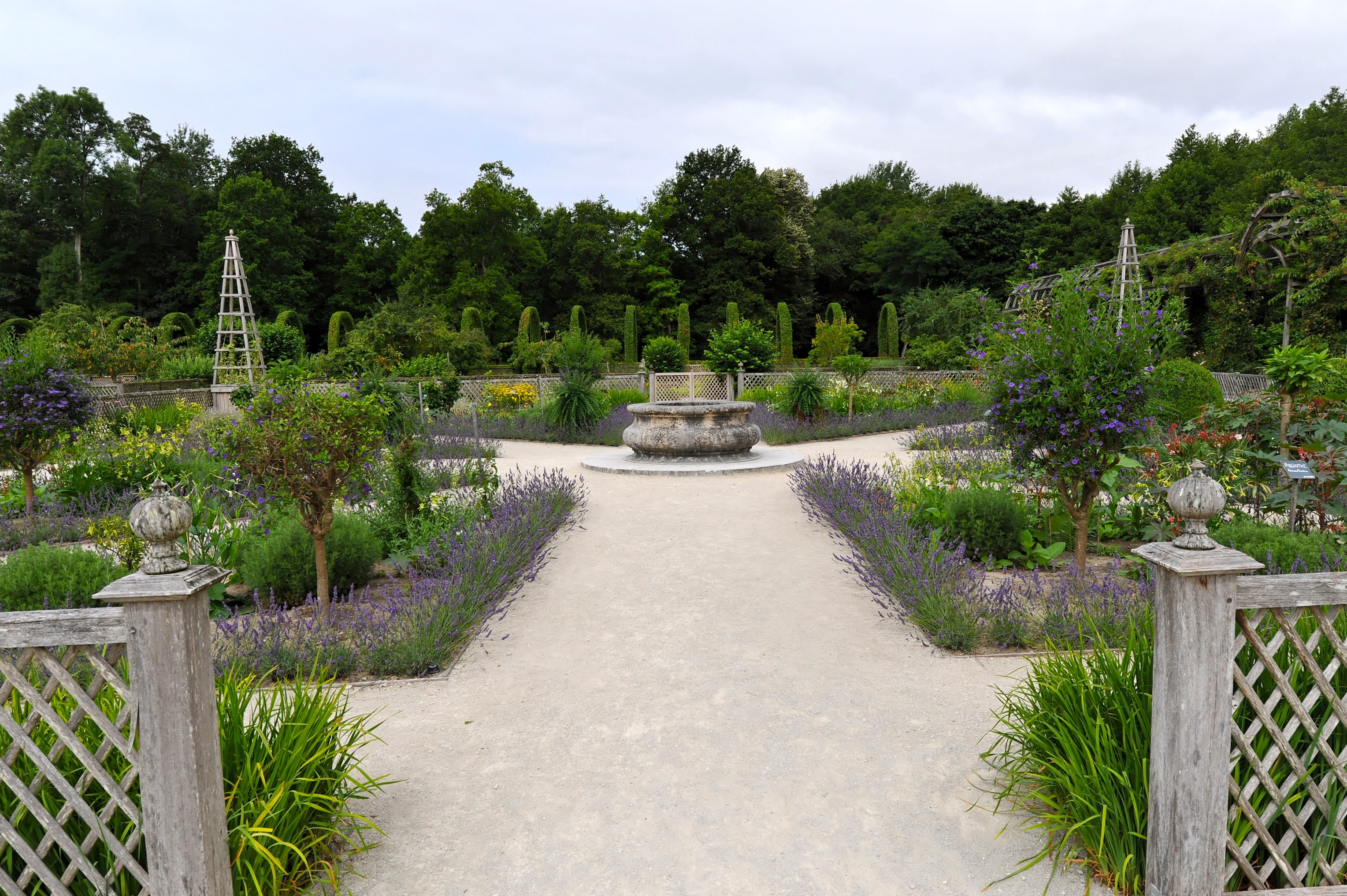
Сад замка
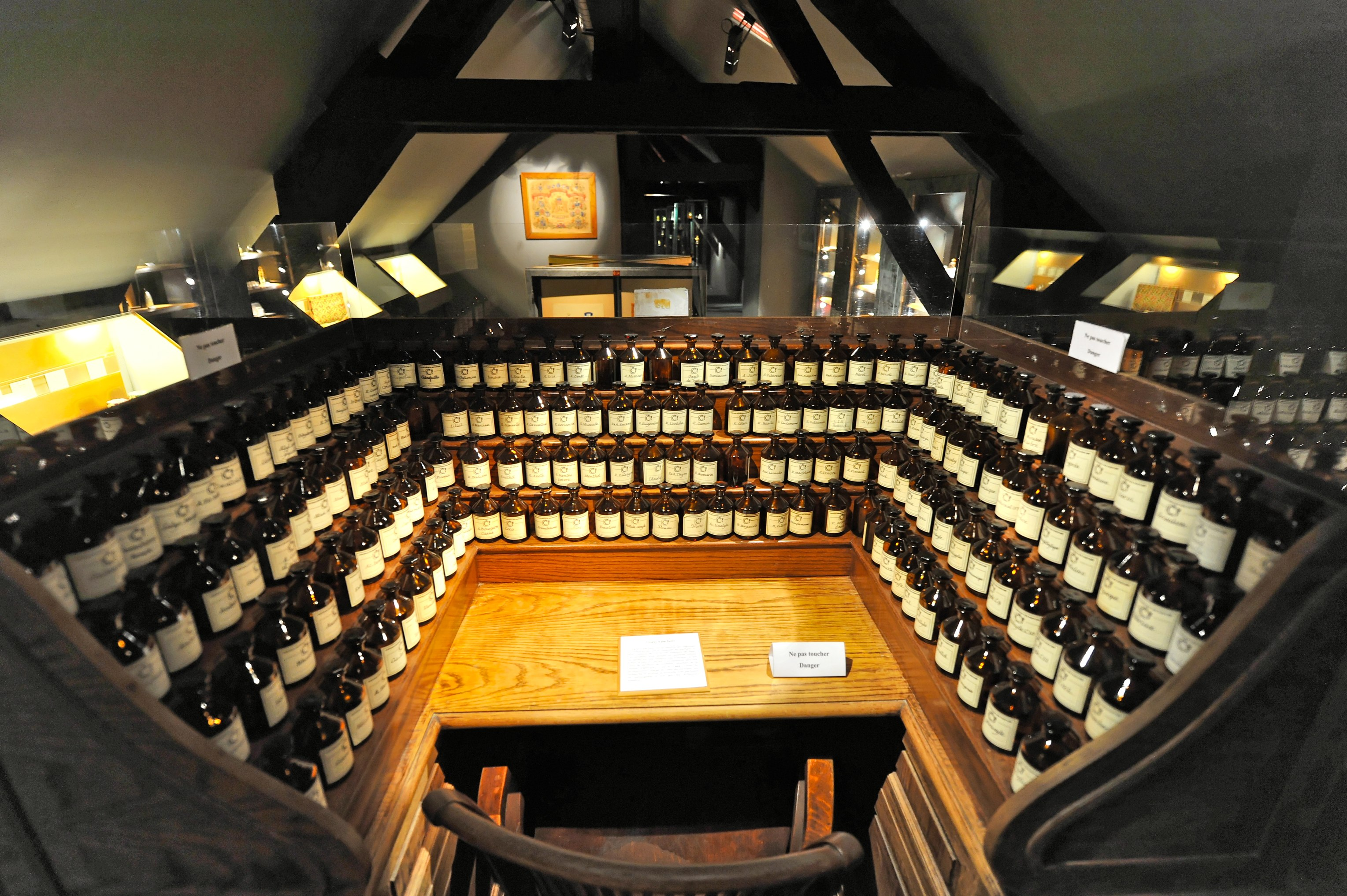
Экспозиция Музея парфюма